# Yandere Simulator
Yandere Simulator je nadcházející romantická hororová akční anime stealth hra, kterou vyvíjí nezávislý vývojář Alex Manhan a bude publikována prostřednictvím spolupráce se společností tinyBuild, s touto společností započal spolupráci v roce 2017. Hra se zabývá posedlostí, již pociťuje hlavní hrdinka zamilovaná školačka Ayano Aishi, také známá pod přezdívkou Yandere-chan. Říká si Yandere, protože chce zlikvidovat všechny, o kterých si myslí, že svádějí její platonickou lásku, kterou ve hře představuje Aishiin spolužák s přezdívkou Senpai. V průběhu deseti týdnů se musí Ayano zbavit deseti různých nápadnic, které také usilují o Senpaiovu lásku. Kvůli nesouladu s pokyny pro sdílení obsahu je hra od 22. ledna 2016 zakázána na platformě Twitch.

## Děj
Protagonistka Ayano Aishi (tj. Yandere-chan, zkráceně Yan-chan) je japonskou školačkou, která tajně miluje staršího spolužáka Taro Yamada (chlapec) nebo Taeko Yamada (dívka), přezdívaného "Senpai". Na začátku hry si hráč nemůže vybrat pohlaví Senpaie, ale pokud hra obdrží dostatečnou finanční podporu, vybrat si bude možné. V průběhu deseti týdnů ve hře, deset ostatních studentek se pokusí vytvořit vztah s Senpaiem, a Yan-chan jim v tom musí zabránit. Děj se odehrává na prestižní škole Akademi High School ve fiktivním městečku Buraza (jap. bratr). Školní den začíná každý pracovní den v 7:00 a končí v 18:00. Vyučování začíná v 8:30-13:00 a 13:30-15:30. Hráč se musí zbavit soupeřky do páteční 18. hodiny, jinak se stihne Senpaiovi svěřit se svou láskou, což vede ke konci hry.
Vzhledem k její yandere povaze může být jejího cíle dosaženo přes rozmanité spektrum likvidačních metod, od mírumilovných (Ayano najde způsob, jak se soupeřky zbavit tak, aby žila dál) až po násilné (končí soupeřčinou smrtí). V nejaktuálnější verzi jde o:
1. Dohazování, spřátelení, vyloučení a specifické eliminační metody přiřazené ke konkrétní soupeřce
2. Zradu, pomluvy (která lze uskutečnit pomocí školní stránky na sociální síti), vyloučení (vyfocení soupeřky při podezřelé činnost a následné nahlášení zaměstnanci školy), falešné obvinění, únos, zfalšovanou smrt, zabití elektrickým proudem, rozdrcení, otravu, utonutí, upálení, vraždu (ubodání, rozřezání), podnícenou sebevraždu, vraždu a sebevraždu poté, co byla unesená soupeřka dovedena k šílenství mučením.

V průběhu hry Ayano může získat pomoc od špionky, která si říká „Info-chan“, která ji poskytuje zbraně, plány, předměty, a jiné výhody výměnou za fotky kalhotek, informací a vydíracího materiálu. YandereDev zvažuje možnost, že by se v budoucnu k násilné likvidaci soupeřek mohl použít člen Yakuzy (Toto je již možné ve 1989 verzi). V případě nalezené mrtvoly se volá policie, která dorazí za 5 minut – tuhle dobu musí využít hráč jako poslední šanci k zametení důkazů. Na školu chodí celkem 52 studentů (včetně Yan-chan) a učí v ní 7 učitelek.
Ayano se také musí vyhýbat svědkům při provádění zločinů, jinak je postižena nevýhodou, která může být v rozmezí od zhoršení pověsti, což dělá vůči ní ostatní studenty nedůvěřivé, přes snížení příčetnosti, která odrazuje Senpaie a znemožňuje pečlivé vykonání zločinu, až k okamžitému konci hry. Zavraždění, případně zmizení studentů bude mít za následek snížení "Školní atmosféry", které mění chování studentů a učitelek na podezřívavé a úzkostlivé, což se projeví např. zamykáním šatních skříněk, nebo třesením se učitelek u katedry. Během této doby se může připojit do školních klubů a školní docházkou získávat další schopnosti, např. snadný přístup ke zbraním, zvýšení schopnosti vyhnout se podezření nebo snadný přístup k dalším položkám. Dojde-li např. k vymření velkého množství lidí během krátké doby, škola se uzavře, což znamená konec hry. 
Vývojář definuje současný stav Yandere Simulator jako "Demo verzi". To znamená, že ne všechny funkce jsou ve hře realizovány. Finální hra bude obsahovat pět režimů: Story mode – základní hra; Endless mode – nekonečná verze základní hry; Custom mode – přizpůsobitelná verze základní hry; Pose mode – hráči mohou aranžovat postavy; a Mission mode – kde Ayano plní mise pro Info-chan.

## Vývoj
Alex Manhan, známý především jako YandereDev, je nezávislý herní vývojář rozený v Kalifornii. Před samostatnou prací na hře Yandere Simulator pracoval tři roky v herním průmyslu, ze kterého odstoupil, aby se mohl plně věnovat nezávislému hernímu vývoji. Nápad na hru vznikl v dubnu 2014, kdy na stránku 4chan sepsal hrubý návrh pro animovaný simulátor s hlavním zaměřením na charakteristiku Yandere, převzanou z japonských medií jako manga nebo anime. Manhan se jako následek svého návrhu dočkal mnoha kladných ohlasů, které ho motivovaly k plnohodnotnému vývoji.
Tentýž rok začal vývoj na hře Yandere Simulator, který přetrvává dodnes. Samostatné herní mechaniky, jako především koncepty nepozorované vraždy a skrytí důkazů, berou v mnoha ohledech silnou inspiraci z jiných videoherních sérií jako Persona nebo Hitman. Hra ovšem obsahuje mnoho prvků, díky kterým se Yandere Simulator od těchto her podstatně liší. Manhan do hry pravidelně přidává aktualizace, které se mimo jiné soustředí na přídavky nových lokací, zbraní, nepřátel či způsobů, jak se zbavit svých soupeřů.
1. března 2017 oznámil Manhan partnerství s nezávislým americkým herním studiem tinyBuild s účelem vylepšení herní mechaniky a urychlení herního vývoje. Kvůli neshodám v programování a velice odlišným pracovním praktikám skončilo partnerství v prosinci stejného roku.
Kvůli přístupu hlavního vývojáře ke své práci jsou do dnešního dne stav a případné vydání hry obklopeny podstatným počtem kontroverzí a nejistot. Nedbalý styl programování, agresivní přístup k herní komunitě a velice dlouhá doba vývoje se mezi fanoušky dočkaly vysoce negativního ohlasu. Někteří spekulují i o tom, že se hru v dokončeném stavu nikdy nepodaří zrealizovat.